# Дерев'яний велосипед

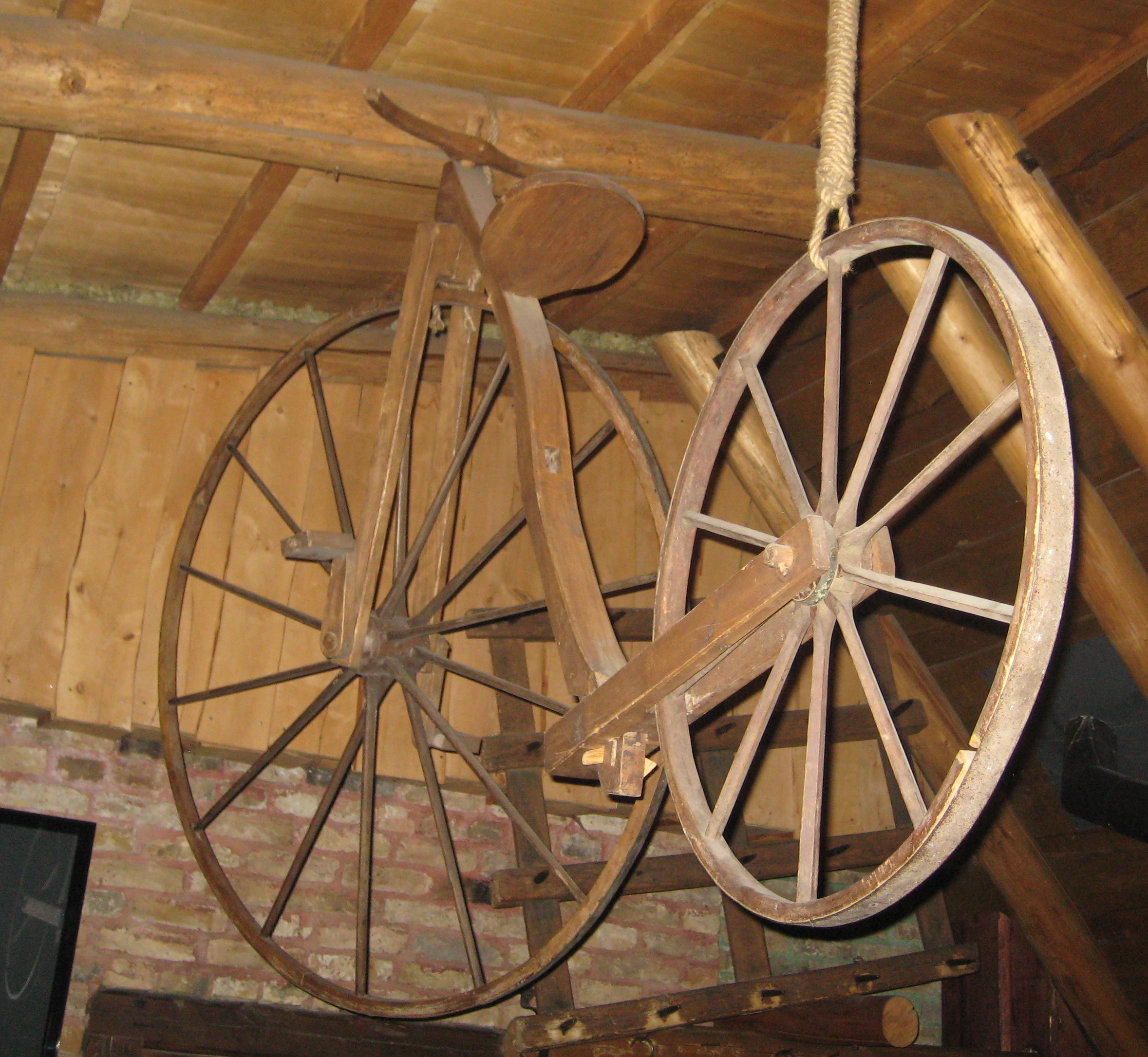
Античний дерев'яний велосипед, який звисає зі стелі ресторану Marceliukės klėtis у Вільнюсі, Литва. Друга половина 19 ст.

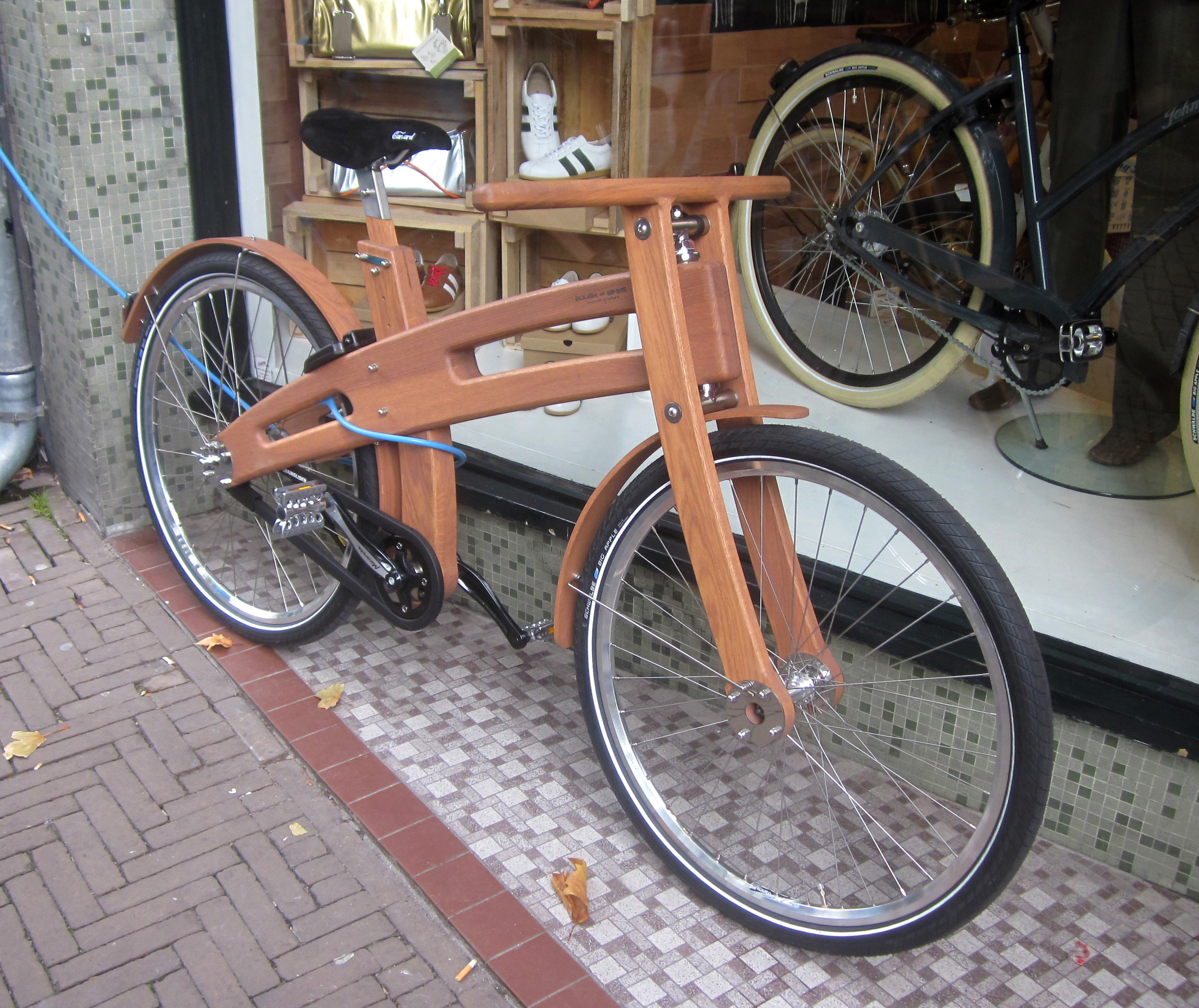
Сучасний дерев'яний велосипед Bough в Утрехті.

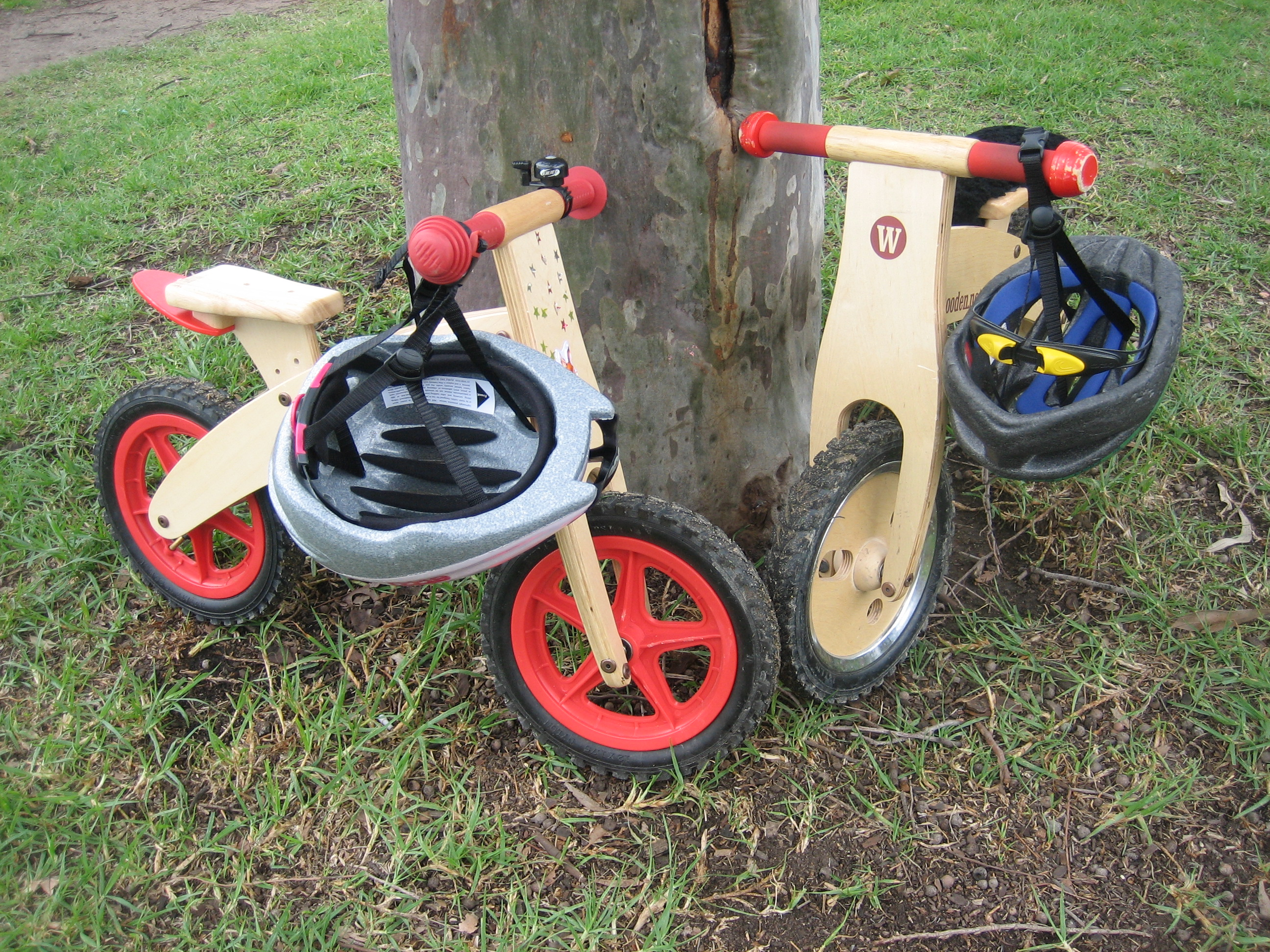
Сучасні дерев'яні біговели.

Дерев’яний велосипед — велосипед, побудований частково або повністю з дерева. Деревина була матеріалом, використуваним у найперших велосипедах, а також використовується сучасними виробниками, особливо для дитячих біговелів. Деревина може бути як цільною, так і ламінатною. 

## Історія
Перші велосипеди, про які є записи, були будовані з дерева, починаючи з 1817 року.

## Сучасність
Останні технологічні досягнення у галузі клеїв та виготовлення зробили деревину можливим вибором у сучасному світі велосипедів.
Дерев'яні рами велосипедів іноді посилюються сталевими або композитними з'єднувачами для з'єднання дерев'яних труб або кріплення компонентів. Ці рами можуть бути виготовлені з фанери, твердої деревини або бамбука. 

## Див. також

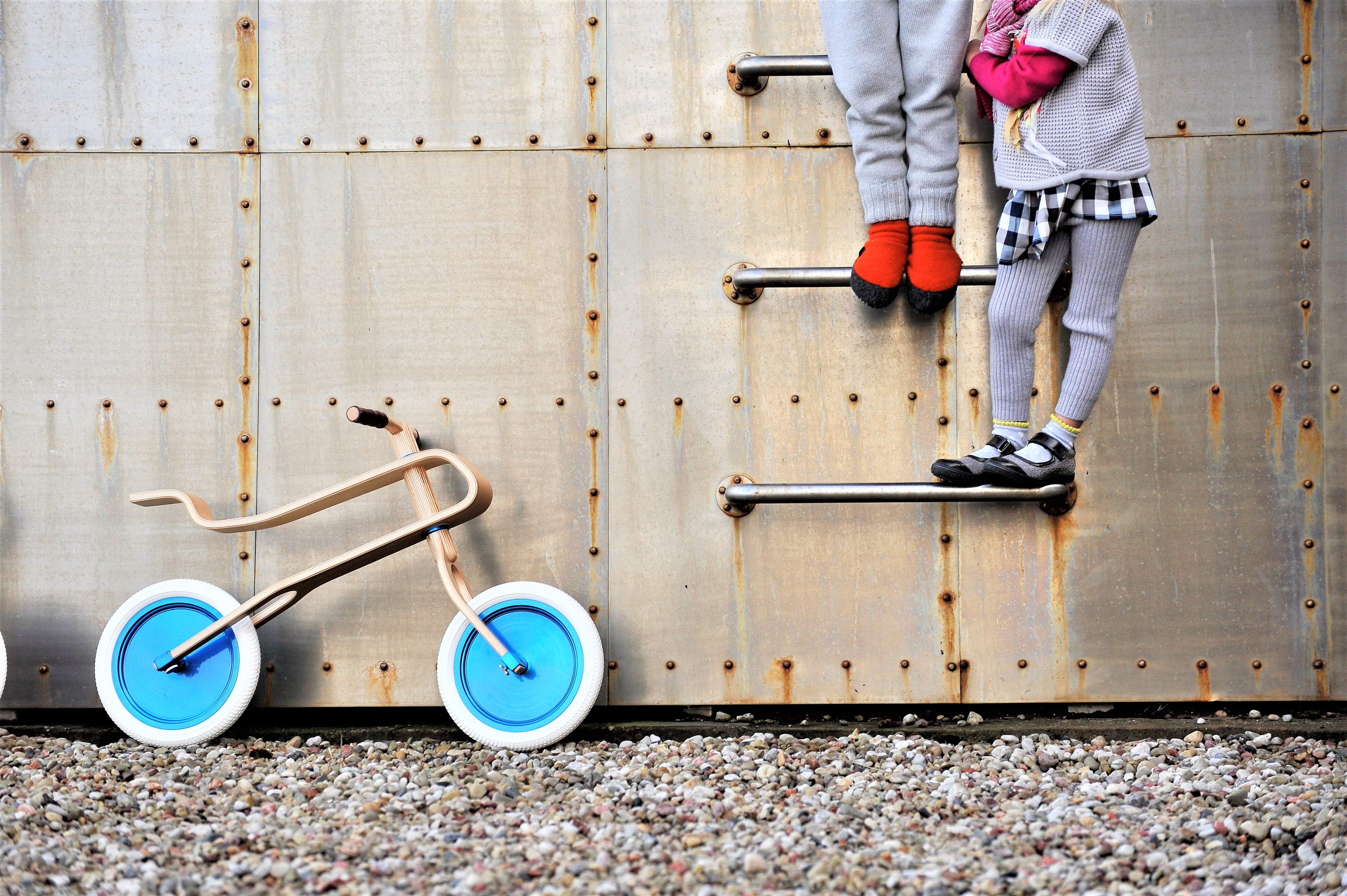
Дерев'яний дитячий біговел.